# Флорес
Флорес (на индонезийски: Flores) е остров в Малайския архипелаг, втория по големина остров от Малките Зондски острови, принадлежащ на Индонезия.
Площ 13 540 km². Дължина 370 km, ширина до 70 km. Население 1 831 000 души (2010 г.) Най-големите селища са градовете Маумере (на северния бряг) Енде (на южния бряг) и Рутенг (във вътрешността на острова).
Името Флорес е дадено от португалските мореплаватели и отразява богатството на флората му. Значителни територии са заети от савани с характерната трева аланг-аланг. Остров Флорес е едно от местата, където се среща комодския варан (ендемичен гигантски гущер).
На юг бреговете му се мият от водите на море Саву, а на север – от водите на море Флорес. На изток протокът Флорес го отделя от архипелага Солор, на запад протока Сапе (в него са разположени островите Ринджа и Комодо) – от остров Сумбава, а на юг протока Сумба – от остров Сумба. Климатът е субекваториален, мусонен, с годишна сума на валежите 1000 – 1400 mm. Сухия сезон е от април до ноември (зимата в Южното полукълбо).
На острова има над 10 действащи вулкана (Левотоби, Инери, Кели-Муту и др.). Покрай бреговете му на значително протежение се простират коралови рифове. Има стотици малки и удобни заливчета и полуострови, но не и големи заливи - най-големият е Енде. От запад на изток през целия остров се простира планински хребет с височина до 2370 m, изграден предимно от андезити и базалти. Южните му склонове стръмно се спускат към морето, а северните му са полегати и завършват при тясна ивица крайбрежна хълмиста равнина. Склоновете на хребета са покрити с вечнозелени, а също и листопадни мусонни гори.
Местното население отглежда ориз, царевица, тютюн, соя, фъстъци, кокосова палма, кафе. Значително е развито животновъдството и местния риболов.